# Elizabeth Anscombe
Gertrude Elizabeth Margaret Anscombe [ˈænskoʊm], britanska analitična filozofinja, * 18. marec 1919, Limerick, Irska, † 5. januar 2001, Cambridge, Anglija.

## Življenje
Gertrude Elizabeth Margaret Anscombe se je rodila 18. marca, leta 1919 v Limericku na Irskem. Čeprav sta bila njena starša Britanca, so na Irskem živeli, ker je njen oče tam služil kot častnik Britanske vojske. Kasneje so se vrnili v Britanijo, v London, kjer je Anscombe leta 1937 končala srednjo šolo Sydenham. Že kot najstnica se je začela zanimati za katolištvo in se tudi spreobrnila. 
Leta 1941 je doštudirala klasično filologijo in filozofijo na St. Hugh's College v Oxfordu. Na St. Huch je eno leto študirala raziskovanje, leta 1942 pa je odšla na Newnham College, Cambridge. Tam je hodila na predavanja Ludwiga Wittgensteina, tudi po tem ko se je leta 1946 vrnila v Oxford, kjer je dobila raziskovalno štipendijo na Somerville College, leta 1964 pa je dobila položaj profesorice. Leta 1970 je postala profesorica filozofije na univerzi v Cambridgeu, kjer je predavala do leta 1986, ko se je upokojila.  
Leta 1951 je Ludwig Wittgenstein umrl, Anscombe pa je imenoval za eno izmed treh izvrševalcev njegove zapuščine. Leta 1953 je bil objavljen njen angleški prevod njegove knjige Philosophical Investigations.  
Anscombe se ni izogibala spornosti, to se je pokazalo leta 1956, ko je, čeprav neuspešno, nasprotovala temu, da univerza Oxford podeli častno nagrado predsedniku Harryju Trumanu, ki je uporabil jedrsko orožje pri napadu na Nagasaki in Hirošimo. Ogorčena je bila nad tem, kako je lahko človek, ki namenoma organizira bombardiranje nad civiliste, tako spoštovan. Leto za tem je izšla njena študija o naravi (lastnostih) namernih dejanj, naslednje leto pa še Modern Moral Philosophy.  
Poročena je bila s filozofom Petrom Geachom, katerega je leta 1938 spoznala v Oxfordu in z njim imela tri sinove in štiri hčerke. Umrla je 5. januarja, leta 2001 v Cambridgu. 

### Debata s C. S. Lewisom
Anscombe je bila poznana kot bojevita debaterka. Leta 1948 je na srečanju Oxford Socratic Club-a predstavila njeno nasprotovanje argumentu, zapisanem v knjigi C. S. Lewisa, Miracles, da je naturalizem samouničujoč. Lewisovi sodelavci, predvsem George Sayer in Derek Brewer, so povedali, da je bila Lewisova izguba debate proti Anscombe tako ponižujoča, da je zapustil teološke argumente in se posvetil pobožnem pisanju in otroški literaturi. Posledično je Lewis ponovno napisal 3. poglavje knjige Miracles, za novo izdajo leta 1960. 

## Dela

### O Ludwigu Wittgensteinu
Ludwig Wittgenstein je bil Anscombin učitelj, ki ga je spoznala na Cambridgu in je imel velik vpliv na njen način razmišljanja in na njeno delovanje nasploh. Bila je ena izmed njegovih najbolj predanih učenk. Ker so njegova predavanja zanjo imela veliko vrednost, jih je obiskovala tudi po tem, ko se je vrnila v Oxford. Anscomble je postala tudi ena najbližjih prijateljic Ludwiga Wittgensteina, čeprav se on večinoma ni družil s svojimi študenti in pa na splošno ni maral ženskih filozofinj. Ray Monk je zapisal, da je Wittgenstein nanjo gledal kot na moškega in jo celo klical ‘stari moški’. 
Leta 1953 je bil objavljen Anscombin Angleški prevod Wittgensteinove knjige Philosophical Investigations, prav tako pa je prevedla tudi številna druga njegova dela. Leta 1959 je napisala uvod v njegovo delo Tractatus, ki je nastalo leta 1921. Uredila je številne publikacije v Wittgensteinovih kasnejših delih, kot so Remarks on Color in Zettel. 

### The First Person
Njen esej The first person, pride do zaključka, da se beseda "I" (jaz) ne nanašana nič (npr. na govorca) oz. ne poimenuje ničesar. Ta zaključek je bil slabo sprejet, kljub temu  pa je bil to zelo pomemben prispevek k filozofiji jezika. Kasneje ga je bolj radikalno razvil David Lewis.  

### Intention
Njeno najpomembnejše delo je monografija Intention (1957). Z njo želi osvetliti koncept namere in s tem (namerno) delovanje ter razliko med namernim, racionalnim delovanjem in neracionalnim vedenjem.  

### Etika
Anscombe je veliko prispevala k etiki, pa tudi metafiziki, predvsem s svojim esejem Modern moral Philosophy iz leta 1958. Zanj je rečeno, da naj bi bil zaslužen za oživljanje zanimanja in preučevanja etike vrlin v zahodni akademski filozofiji. V njem je tudi uporabila izraz consequentialism, "posledicizem", da bi opisala, kaj je videla kot osrednjo napako nekaterih moralnih teorij, kot so sta jih predlagala na primer John Stuart Mill in Henry Sidgwick. Danes tako vejla za izumiteljico tega izraza (teorije o "posledicizmu" pa so seveda obstajale že dolgo pred njo). Prav tako naj bi skovala še izraz "brute fact", v svojem eseju On Brute Facts.  

#### Vojaška etika
Prva filozofska publikacija Anscombe je bila brošura, ki jo je napisala skupaj z Normanom Danielom. Brošura je protestirala možnosti druge svetovne vojne v letu 1939. Po njenem mnenju bi se ta vojna borila zaradi nepravičnih razlogov in z nepravičnimi sredstvi. Po njenem razumevanju pravil in izjav ustreznih politikov bi britanska vlada kršila tradicionalna pravila vojne, če bi se spustila v vojno z Nemčijo. To seveda ni bil odraz njenega odnosa do nacistične Nemčije. Nekaj vojne proti tej državi bi bilo po mnenju Anscombe mogoče utemeljene, ne pa tako kruta vojna kot jo je predvidela, z napadi na civiliste, na primer.  
Po koncu vojne je nadaljevala je podporo tradicionalnemu krščanskemu razmišljanju o vojaški etiki. Predvsem je protestirala odločitvi Oxfordske univerze, ki je dodelila častno priznanje ameriškemu predsedniku Harryju S. Trumanu, ki je naročil uporabo atomskega orožja proti Japonski. 
V svojem eseju War and Murder brani tako imenovano doktrino dvojnega učinka (Doctrine of Double Effect) in, kljub temu da je bila proti vojni, zavrača pacifizem.  

#### Spolna etika
Anscombe je bila pobožna katoličanka. Nasprotovala je splavu, kontracepciji, homoseksualcem in njihovem poročanju.  
Njen pogled na splav ni, da je to čisti umor, temveč, da je to nekaj vsaj približno slabega kot umor (ali je dejanski umor je odvisno od tega, ali je fetus oseba ter ali ima dušo, in če ima, pri kakšni stopnji razvoja, kar pa je Anscombe videla kot tehnično vprašanje brez akademskega interesa)  Tako je splav opisala kot namerno uničenje začetka človeškega življenja.  
Kritike kontracepcije se je lotila leta 1972 v delu Contraception and Chastity. Ne enači je popolnoma s splavom, vendar meni da je slaba v podobnem smislu. Anscombe razlikuje med dvema vrstama spolnega odnosa: prvim, ki namerava biti nereproduktiven in drugim, ki nima tega namena. Vsak spolni akt, ki nikoli ne bi mogel voditi k razmnoževanju, kot je npr. mastrubacija, spada v prvo kategorijo in takšen je tudi seks z uporabo kontracepcije. Spolni akti, ki bi lahko vodili k razmnoževanju, pa ne bodo, ker je vsaj en partner naravno neploden, padejo v drugo kategorijo. Akti prve kategorije so zloraba naših spolnih organov, sredstev za prinašanje novih življenj v svet, ki so v tem primeru obravnavana zgolj kot vozila užitka. Po drugi strani so akti druge kategorije popolnoma sprejemljivi, vse dokler nekdo nima seksa samo, ko ve, da je nosečnost nemogoča, dokler od spolnih užitkov ne postane odvisen (pri tem so se kritiki spraševali kaj določa "zdravo mero") in dokler ima seks samo znotraj tradicionalno definiranega zakona, tako da bodo potencialni otroci imeli možnost imeti očeta in mamo, ki bosta poskrbela za njih.  
Po njenem mnenju so istospolni odnosi napačni na enak način in zaradi istega razloga kot masturbacija. Predstavljajo uporabo spolnih organov, ki nikoli ne more voditi v razmnoževanje. S tem na nek način žalijo samo življenje. Istospolni zakon je unija, ustanovljena na sporazumu, da se partnerja vključita v tovrstne dejavnosti in je zaradi tega nesprejemljiv.